# Elliehausen
Elliehausen (niederdeutsch Eljehusen) ist ein Dorf in Südniedersachsen am Westrand des Leinetals und westlicher Stadtbezirk von Göttingen, Niedersachsen. Elliehausen bildet zusammen mit Esebeck eine Ortschaft im Sinne des Niedersächsischen Kommunalverfassungsgesetzes.
Bis zur Gemeindegebietsreform 1973 blieb Elliehausen selbstständig, seither gehört es als Stadtteil zu Göttingen. Heute ist der Ort vor allem eine Wohngemeinde mit einigen landwirtschaftlichen Betrieben.

## Geographie

### Geographische Lage

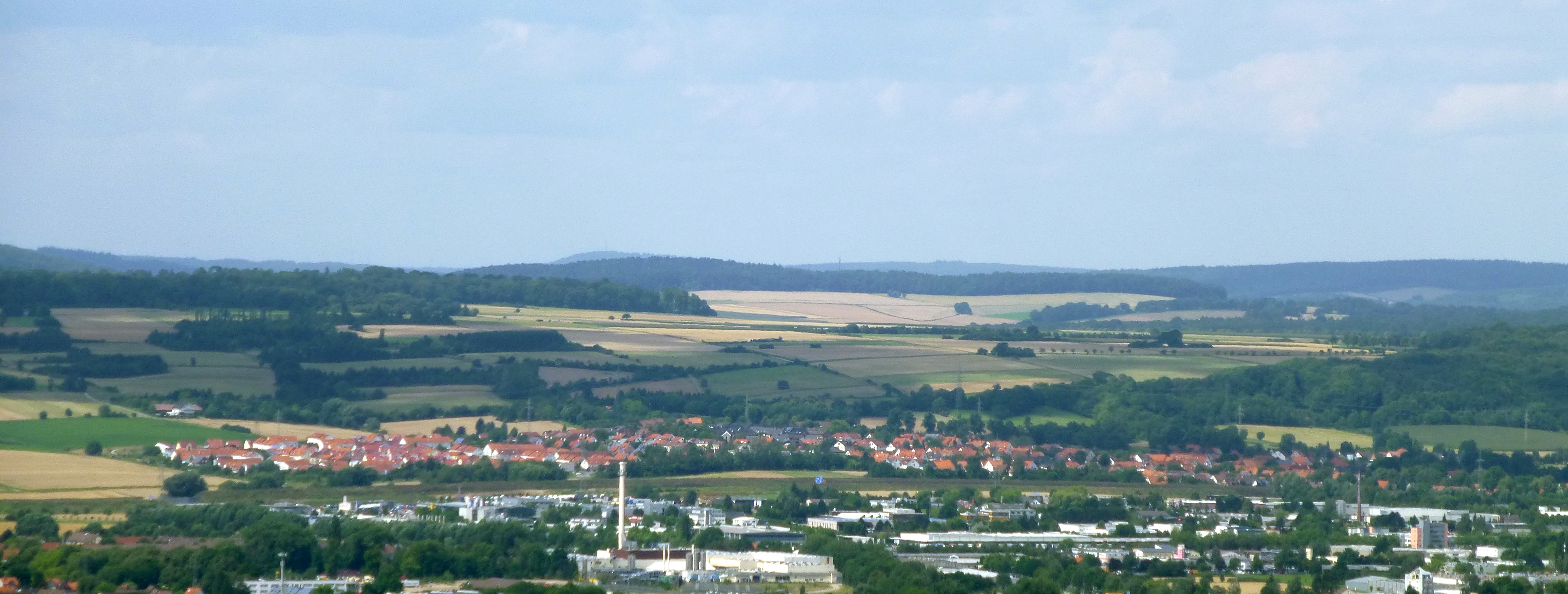
Elliehausen am unteren Westhang des Leinegrabens

Elliehausen liegt unmittelbar am Übergang der nahezu ebenen Talaue des Leinegrabens zum unteren westlichen Hang des Leinetals auf einer Höhe von etwa 175 m ü. NN und etwa 5 km westnordwestlich der Innenstadt von Göttingen. Mehrere kleine, heutzutage regulierte Bäche entspringen im und in der Nähe des Ortes und fließen nach Osten ab: Nördlich der Kirche entspringt ein Bach, der südlich des Hagenbergs in Göttingen als Elliehäuser Bach in die Grone mündet, den südlichen Teil des Dorfes durchfließen der Burggraben und der Talgraben und südlich des Ortes fließt der Gallwiesengraben entlang. Das Gemarkungsgebiet von Elliehausen erstreckt sich vom flachen Leinetal (tiefster Punkt 153 m ü. NN) am Hang des Leinetals bis auf eine Höhe von 300,9 m ü. NN. Im Süden wird die Gemarkungsgrenze durch das Börltal markiert. Benannte Berge sind der Gallbühl (188,3 m ü. NN) unmittelbar südöstlich am Dorfrand und der Sommerberg (293,4 m ü. NN) im westlichen Gebiet der Gemarkung. Die Gemarkung Elliehausens unmittelbar westlich und südlich des bebauten Ortsgebietes liegt im 1992 eingerichteten Landschaftsschutzgebiet Leinetal. Der nördlich an die Elliehäuser Gemarkung grenzende Bereich der Gemeinde Bovenden mit dem Sauenberg und dem Oberen Holz gehört zum 2004 ausgewiesenen Landschaftsschutzgebiet Leinebergland.

### Geologie
Das bebaute Ortsgebiet von Elliehausen befindet sich auf den tonigen Schluffen des Pleistozän, die die Leinetalaue begleiten. Unmittelbar westlich des Bebauungsgebietes am Hang zur Dransfelder Hochebene steht der obere Muschelkalk an, teilweise mit einer kurzen Übergangszone aus Tonstein oder Mergelstein und Sandstein. Der Gallbühl südöstlich des Ortes ist eine Erhebung des Oberen Muschelkalks im Leinetal-Lösslehm.

### Ausdehnung des Ortsgebiets
Die Gemarkung von Elliehausen erstreckt sich in Nord-Süd-Richtung über maximal 2,8 Kilometer, in Ost-West-Richtung über maximal 4,6 Kilometer. Von den 632 Hektar Gemarkungsfläche werden etwa 40 Prozent dem Leinetal zugeordnet, die restlichen 60 Prozent dem Osthang des Leinegrabens und der Dransfelder Hochebene.

### Nachbarorte
Die Gemarkung Elliehausen hat im Norden ein kurzes Stück Grenze zum Gemeindegebiet von Bovenden mit dem Ortsteil Lenglern und grenzt ansonsten an andere Göttinger Stadtteile: im Nordosten an Holtensen, im Osten an die Stadt mit dem Bezirk Weststadt, im Südosten an Grone, im Südwesten an Hetjershausen, im Westen an Knutbühren und im Nordwesten an Esebeck.

## Geschichte
Südlich des Ortskerns wurde bei der Anlage des Neubaugebietes Am Gesundbrunnen in einem bereits bekannten Fundbereich eine Siedlung mit mehreren Langhäusern der jungsteinzeitlichen Rössener Kultur ausgegraben und archäologisch untersucht. Außerdem wurden Reste einer früheisenzeitlichen Siedlung aufgedeckt.
Ein Zusammenhang dieser Siedlungen mit dem heutigen Ort im Sinne einer Kontinuität in der Besiedlung ist jedoch nicht nachweisbar, so dass als eigentliche Gründungszeit Elliehausens aufgrund der Etymologie des Ortsnamens im Zusammenhang mit den historischen regionalen Verhältnissen das Frühmittelalter angenommen wird. Eine genaue Gründungszeit ist nicht bekannt. Der erste schriftliche Hinweis auf die Existenz des Ortes ist in einer im 13. Jahrhundert gefälschten und in einer Abschrift des 15. Jahrhunderts erhaltene Urkunde, die sich auf die erste Hälfte des 12. Jahrhunderts (1118–1137) bezieht, enthalten. Der Ortsname lautet dort, wie auch in späteren Nennungen, Ellingehusen. Die nächstjüngere schriftliche Erwähnung aus dem Jahr 1207 ist in einer Abschrift des 16. Jahrhunderts erhalten.

### Herrschafts- und Besitzverhältnisse
Bedeutendste Grundherren waren im Mittelalter die Herren von Plesse, die in Elliehausen wahrscheinlich seit dem 13. Jahrhundert Allodialgüter und auch welfisches und mainzisches Lehen im Gesamtumfang von etwa 135 Hektar Ackerland mit einer größeren Anzahl Höfen innehatten. Urkundlich fassbar werden die Edelherren von Plesse als Lehnsherren jedoch erst 1325. Diese Besitzungen wurden an verschiedene Lehnsleute ausgegeben, zunächst an Adelige, dann häufig an Göttinger Bürger, ab der zweiten Hälfte des 15. Jahrhunderts wurden in Elliehausen meist ortsansässige Bauern direkte Lehnsnehmer, die die betreffenden Ländereien oft bereits vorher als Meier der adeligen oder bürgerlichen Lehnsvasallen bestellt hatten. Nach dem Aussterben der Herren von Plesse 1571 fielen die ehemaligen plessischen Eigengüter an die Landgrafen von Hessen, später an die hannoverschen Landesherren, die welfischen Lehen fielen an diese zurück. Ab dem 13. April 1836 ermöglichte ein hannoversches Gesetz „über die Ablösbarkeit des Lehns-Verbandes […]“, dass die Besitzer des Lehens die bewirtschafteten Höfe und Felder zum Eigentum bekommen konnten.
Daneben gab es auch Besitz des Hospitals St. Spiritus unmittelbar westlich von Göttingen, der zusammen mit dem Spital 1336 an das Kloster Lippoldsberg übertragen wurde. Einige Zeit nach der Säkularisation des Klosters wurde ein Teil der ehemaligen Klostergüter, die sich auf welfischem Gebiet befanden, darunter auch ein größerer Komplex in Elliehausen, an die ursprünglich bürgerliche Familie Götz verlehnt, die 1591 durch Kaiser Rudolf II. nobilitiert wurde und sich nach ihrem wichtigsten Sitz „von Olenhusen“ nannte. Auch die Stadt Göttingen und mehrere Göttinger Bürger hatten Besitz bzw. Lehen in Elliehausen.
Verwaltungsrechtlich gehörte Elliehausen seit dem Mittelalter zum Amt Harste, nach dessen Auflösung zum Amt Göttingen. Aus Elliehausen mussten vier Gespanne, jeweils aus mehreren Höfen zusammen, dem Amt Spanndienste leisten.

### Ortsstruktur und -entwicklung
Erstmals 1432 wird bei der Verlehnung eines Anwesens schriftlich festgehalten, dass in Elliehausen – wie in den meisten anderen Dörfern der Region – ein Thie existierte. In einer Urkunde von 1545 wird außerdem ein „oberes Tor“ erwähnt, wodurch belegt ist, dass Elliehausen befestigt war, wenn auch wahrscheinlich nur mit einem Knick. Gegen Ende des Dreißigjährigen Krieges wird bereits ein organisiertes Selbstverteidigungswesen der Elliehäuser Bauern mit Schüttenhoff erwähnt, wobei offenbar mit Feuerwaffen geschossen wurde.
Der alte Ortskern mit unregelmäßiger Bebauung um die Kirche wurde im 17. und 18. Jahrhundert im Osten, Süden und Südwesten durch planmäßig angelegte neue Siedlungsbereiche erweitert, die Anzahl der Hofstellen erhöhte sich von 38 im Jahre 1655 auf 75 am Ende des 18. Jahrhunderts. Trotz deutlicher Zunahme der Bevölkerung erfolgten bis zum Ende des Zweiten Weltkriegs keine weiteren bedeutenden Ortserweiterungen.
Im Zuge der Industrialisierung wurden viele Einwohner Elliehausens Arbeiter bei der Bahn und bei anderen Industriebetrieben in der Nähe wie der Tuchfabrik Levin, einer Saline oder einer Ziegelei in Grone. Viele dieser Arbeiter waren sozialdemokratischen Organisationen nahestehend und die Unterstützung des Nationalsozialismus war in Elliehausen deutlich geringer als in vergleichbaren Dörfern der Gegend und in der Stadt Göttingen.
Um 1884 wurden nach der Verkoppelung der Feldmark die Verbindungsstraßen zu den Nachbarorten ausgebaut, die alte Verbindung nach Hetjershausen allerdings aufgegeben. 1938 erfolgte unmittelbar östlich des Ortes der Bau der Autobahn, Elliehausen wurde durch eine neu ausgebaute Straße mit Autobahnüberführung an die Straße von Holtensen nach Göttingen angebunden und erhielt damit eine direktere Straßenverbindung zur Stadt.
Seit dem Zweiten Weltkrieg wurde der Ort um Neubaugebiete im Osten, Südwesten und besonders im Süden stark erweitert. Die Erweiterungen im Norden sind dagegen sehr gering.
Am 1. Januar 1973 wurde Elliehausen in die Kreisstadt Göttingen eingegliedert.

### Einwohnerentwicklung
Die Einwohnerzahl von Elliehausen im Jahr 1689 betrug 264. Einen vorläufigen Höhepunkt erreichte sie Ende des 19. Jahrhunderts und stieg dann nach dem Zweiten Weltkrieg wieder sehr stark an. Eine besondere Zunahme der Bevölkerung ist jeweils infolge der Ortserweiterungen der 1960er und 1970er Jahre sowie um 1997 festzustellen. Ende 2022 hatte Elliehausen 2921 Einwohner, davon 2805 mit Erstwohnsitz.
| 1885 | 675  | 1952 | 942  |      | 1995 | 2192 | 2089 |
| 1910 | 640  | 1961 | 999  |      | 2002 | 2716 | 2620 |
| 1925 | 630  | 1970 | 1510 |      | 2005 | 2754 | 2646 |
| 1933 | 562  | 1980 | 2084 |      | 2009 | 2825 | 2700 |
| 1939 | 596  | 1987 | 2190 | 2047 | 2019 | 3025 | 2891 |
| 1945 | 1024 | 1990 | 2178 | 2093 |      |      |      |

### Religionen
Eine Kirche in Elliehausen wurde 1273 erstmals schriftlich erwähnt. Die Kirche gehörte wie alle Göttinger Kirchen zum Erzpriestersitz St. Martin in Geismar im Archidiakonat Nörten, Patronatsherren waren 1519/20 die Herren von Hardenberg, nach der Reformation bis zu ihrem Aussterben im Jahre 1957 die Herren von Adelebsen. Nach der Einführung der Reformation im Zuge der Generalvisitation 1542 wurde nach dem Tod seines Vorgängers Balthasar Ricke im Jahr 1553 Zacharias Kempe als erster protestantischer Pfarrer eingesetzt. Bei einer Visitation 1588 musste der Elliehäuser Pfarrer bereits auch die Kirche St. Pankratius in Esebeck mit betreuen und in beiden Kirchen sonntags predigen. Dabei wird die Esebecker Kirche teilweise als Filialkirche von Elliehausen, teilweise als mit ihr verbundene Mutterkirche beschrieben, die Kapellengemeinde St. Katharinen in Knutbühren war bis zum 1. Juli 1974 Filial von Elliehausen.
Im Jahr 2021 waren 37,8 Prozent der Einwohner evangelisch und 12,4 Prozent katholisch.

### Name
Der Ortsname hat sich durch Synärese aus dem vielfach überlieferten Ellingehusen über die Zwischenstufen Elligehusen und Ellijehusen entwickelt. Er ist erstmals um 1521 in der kontrahierten Form und gleichzeitig mit der hochdeutschen Endung -hausen anstelle der bis dahin durchgehend verwendeten niederdeutschen Endung -husen überliefert. Das Zwischenglied -inge- ist ursprünglich eine Endung des Genitiv Plural zu dem vorhergehenden Personennamen, in diesem Falle dem Kurznamen Ello/Allo oder Elli, der sich aus dem germanischen Stamm *alja-  „anderer, fremd“ ableitet. „Elliehausen“ ist also die „Siedlung der Leute des Ello (oder Elli)“.
Die neuniederdeutsche Namensform lautet Eljehusen.

## Politik

### Wappen

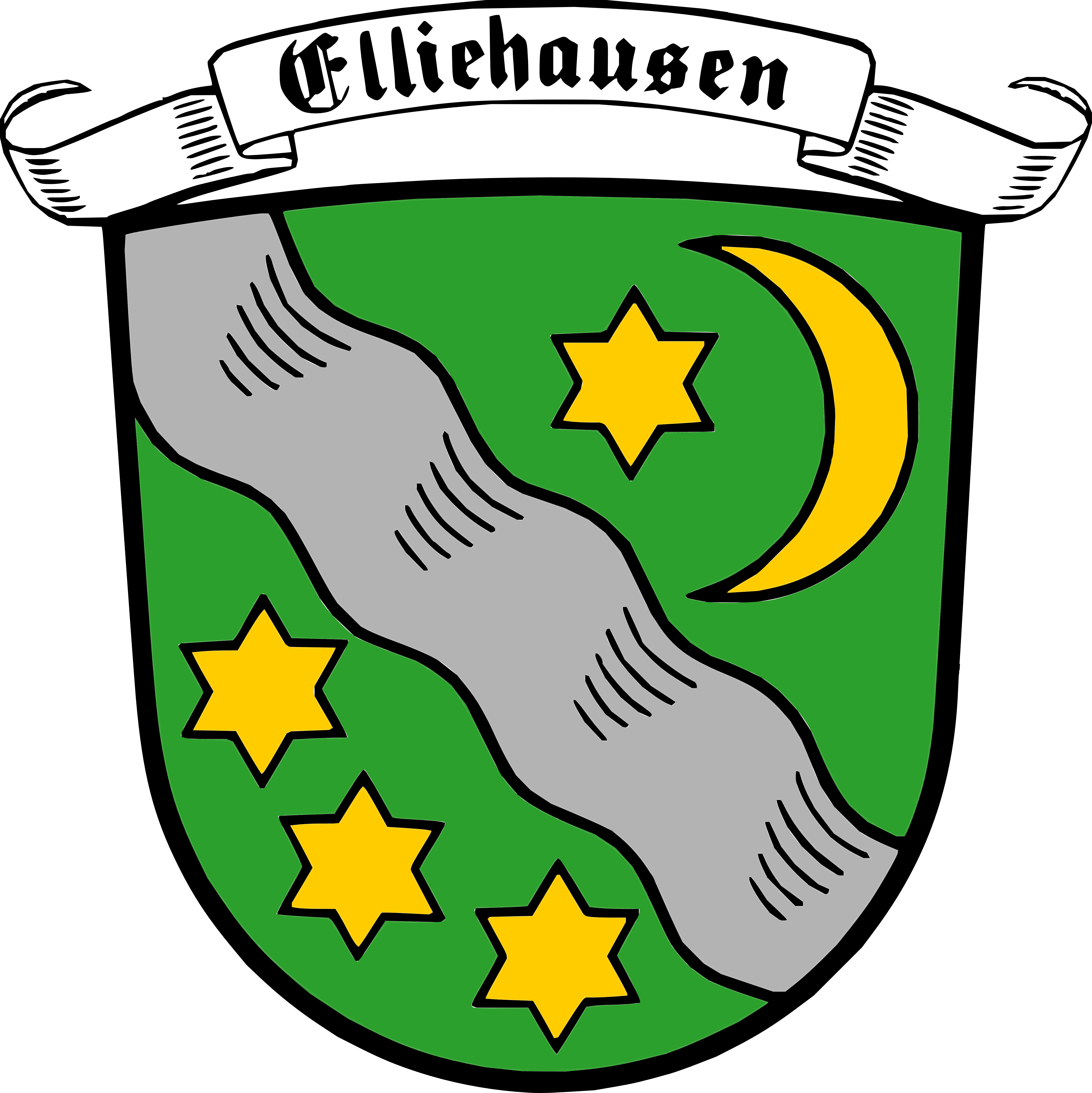
Elliehäuser Wappen

Das Wappen von Elliehausen zeigt auf grünem Grund ein silbernes Wellenband, das von rechts oben nach links unten läuft und das Gewässer des Eikborns darstellt. Unterhalb sind drei goldene Sterne, oberhalb ein goldener Stern und eine Mondsichel abgebildet. Diese Elemente sollen für Schafe und Hirten stehen und somit auf die früher überwiegend landwirtschaftliche Prägung des Ortes hinweisen.

### Ortsrat
Elliehausen hat zusammen mit Esebeck einen Ortsrat, der aus neun Mitgliedern besteht. Der Ortsrat von Elliehausen hat beratende Funktion bei Entscheidungen des Rates der Stadt Göttingen, die die Ortschaft Elliehausen/Esebeck betreffen. Seit der Kommunalwahl 2021 ist dieser wie folgt besetzt:
| Ortsrat Elliehausen-Esebeck 2021Insgesamt 9 Sitze - SPD: 3 - Grüne: 2 - CDU: 4 |

Ortsbürgermeister ist Helge von Saltzwedel (CDU).

## Kultur und Sehenswürdigkeiten

### Kirche

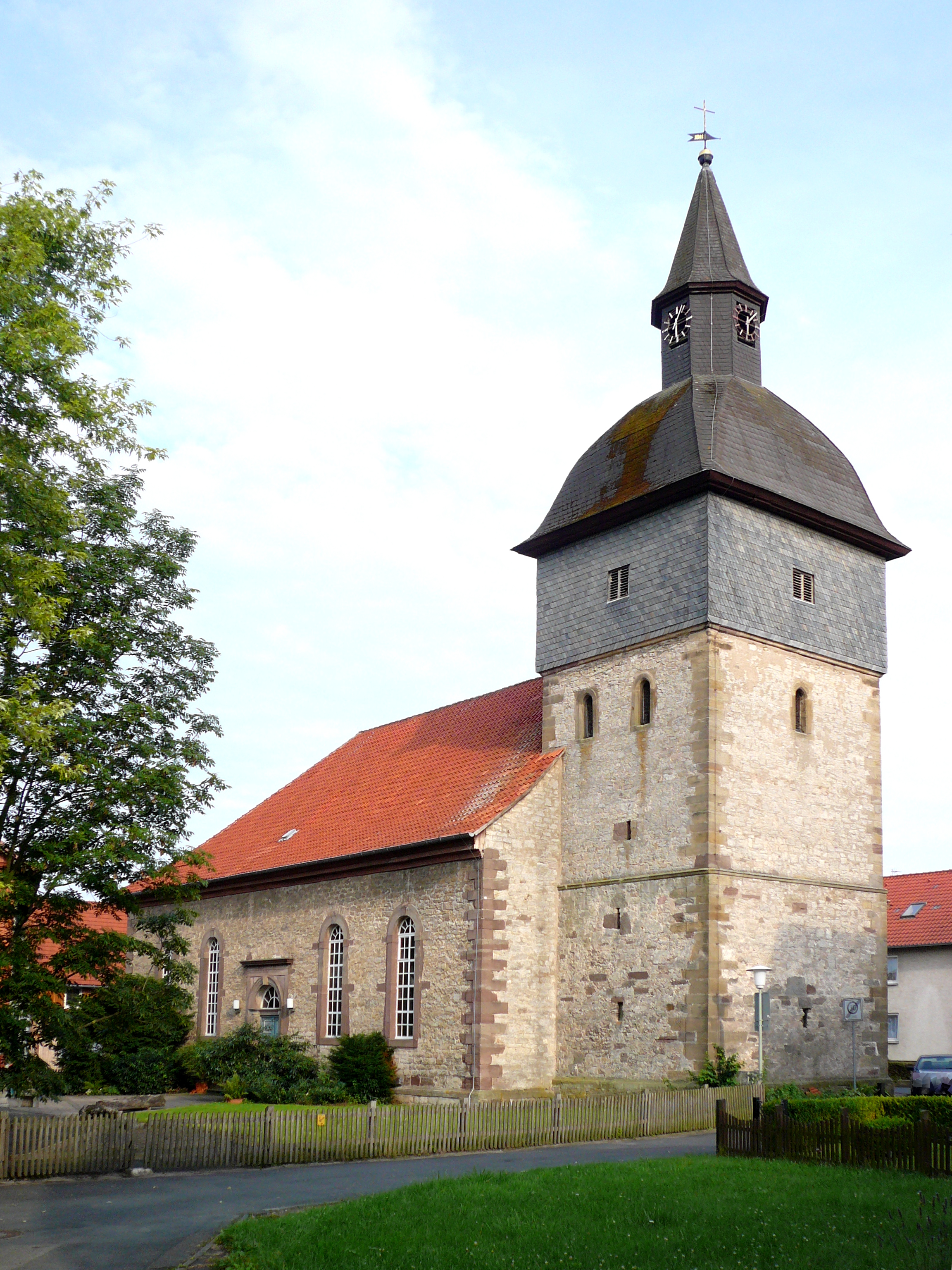
Dorfkirche St. Martini

Die evangelische Kirche St. Martini in Elliehausen ist eine in den Grundformen noch spätbarocke, aus Bruchsteinen errichtete Saalkirche. Der heutige Bau des Kirchensaales wurde 1829/30 errichtet, nachdem bereits 1803 grundlegende Umbau- und Sanierungsmaßnahmen erfolgt waren. Eine Heizung wurde 1901 eingebaut, weitere umfangreiche Renovierungsarbeiten erfolgten 1928, um 1960 und 1982/83. Dabei wurden die Kirchenbänke durch eine Bestuhlung ersetzt. Eine Orgel hat es in der Kirche bereits 1748 gegeben, die heutige Orgel wurde 1880 durch die Werkstatt des Thüringer Orgelbaumeisters Julius Strobel errichtet und 1987/88 restauriert.  Der im Grundriss annähernd quadratische Westturm stammt im unteren Bereich noch aus dem Mittelalter und wurde beim Bau des Kirchenschiffs um ein mit Schiefer bekleidetes Stockwerk ergänzt und mit einer Glockenhaube und einem polygonalen Uhrturm versehen.

### Anger

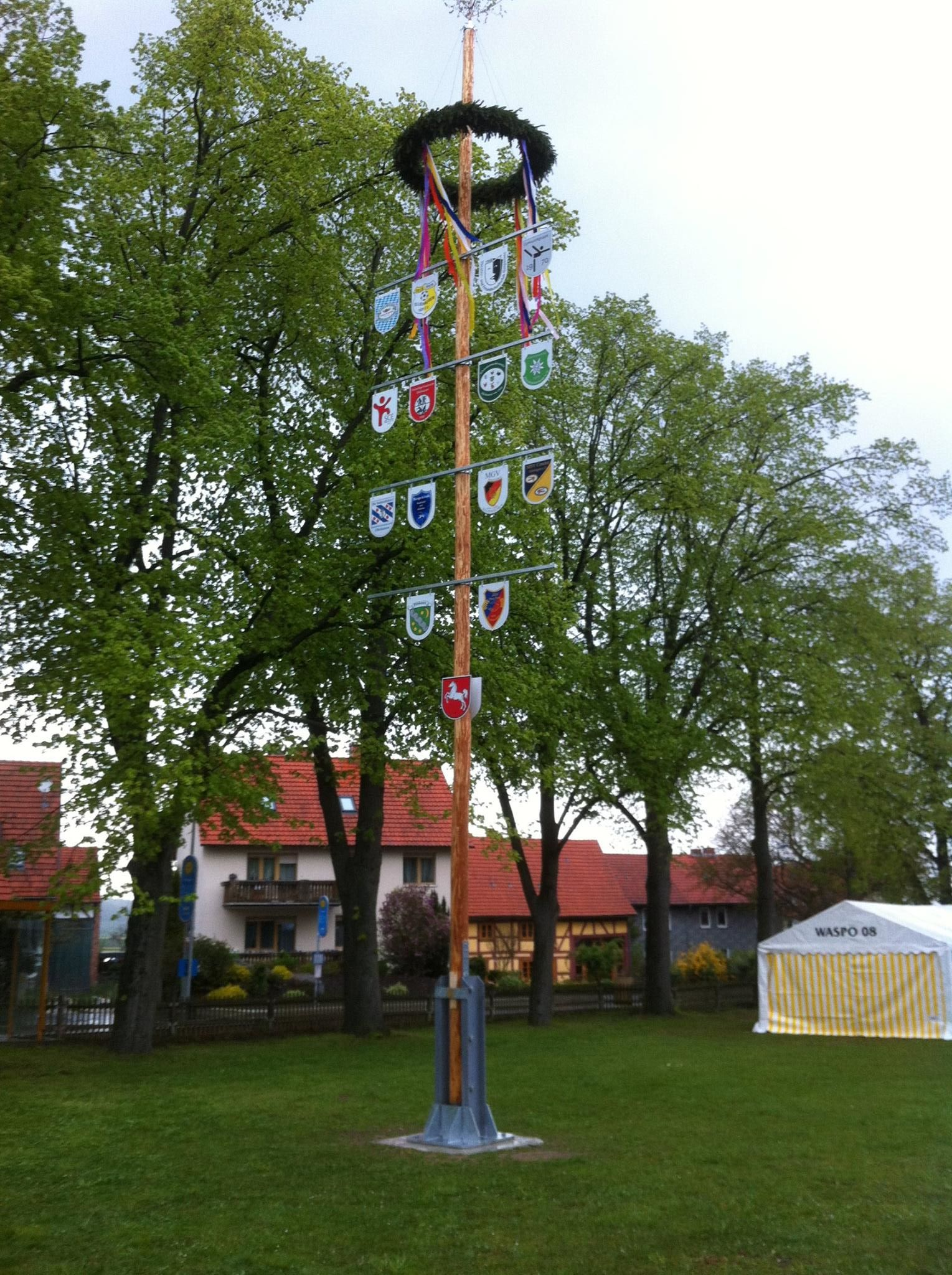
Elliehäuser Maibaum auf dem Anger

Der Dorfanger liegt im östlichen Teil von Elliehausen zwischen den Straßen Am Eikborn und Elliehäuser Anger. 1938 wurde er noch als Dreschplatz genutzt, heute ist er eine von Linden umgebene öffentliche Grünfläche. Mit der angrenzenden geschlossenen Bebauung mit meist niedrigen zweigeschossigen Fachwerkbauten, vorwiegend aus dem frühen 19. Jahrhundert, zeigt der Anger trotz der vielen Veränderungen noch einen deutlich dörflichen Charakter. Ab 2015 wird jährlich vom örtlichen Junggesellenverein „Ewig Jung“ am Vorabend des 1. Mai ein Maibaum auf dem Anger aufgestellt. Dazu wird vom JGV ein Fest organisiert.

### Baudenkmale
Außer der Kirche und dem Anger sind in Elliehausen noch das Pfarrhaus mit dazugehöriger Scheune sowie 14 weitere Gebäude als Baudenkmale nach niedersächsischem Denkmalschutzgesetz ausgewiesen (Stand 2002), eine tabellarische Übersicht ist in der Liste der Baudenkmale in Göttingen enthalten. Dabei handelt es sich ausschließlich um zweigeschossige Wohn- und Wohnwirtschaftsgebäude in Fachwerkbauweise mit Satteldach, die von der Mitte des 18. Jahrhunderts bis zur Mitte des 19. Jahrhunderts errichtet wurden. Das als ältestes Gebäude des Dorfes angesehene Wohnhaus wurde um das Jahr 1750 errichtet, steht im Westteil des alten Dorfkerns und ist das einzige Fachwerkhaus in Elliehausen mit leichter Vorkragung.

### Naturdenkmäler

#### Die dicke Linde (ND GÖ-S 31)

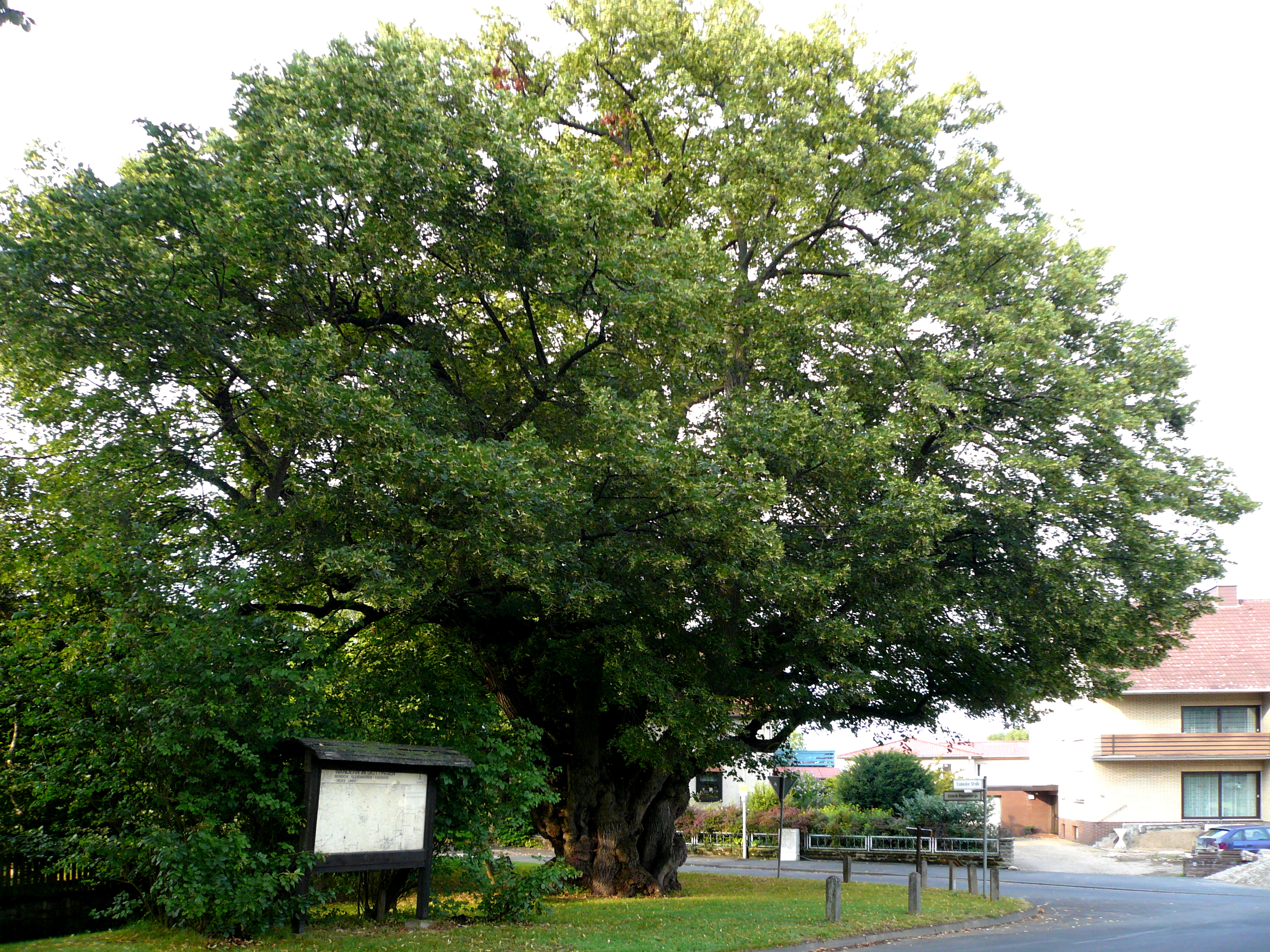
Dicke Linde in Elliehausen

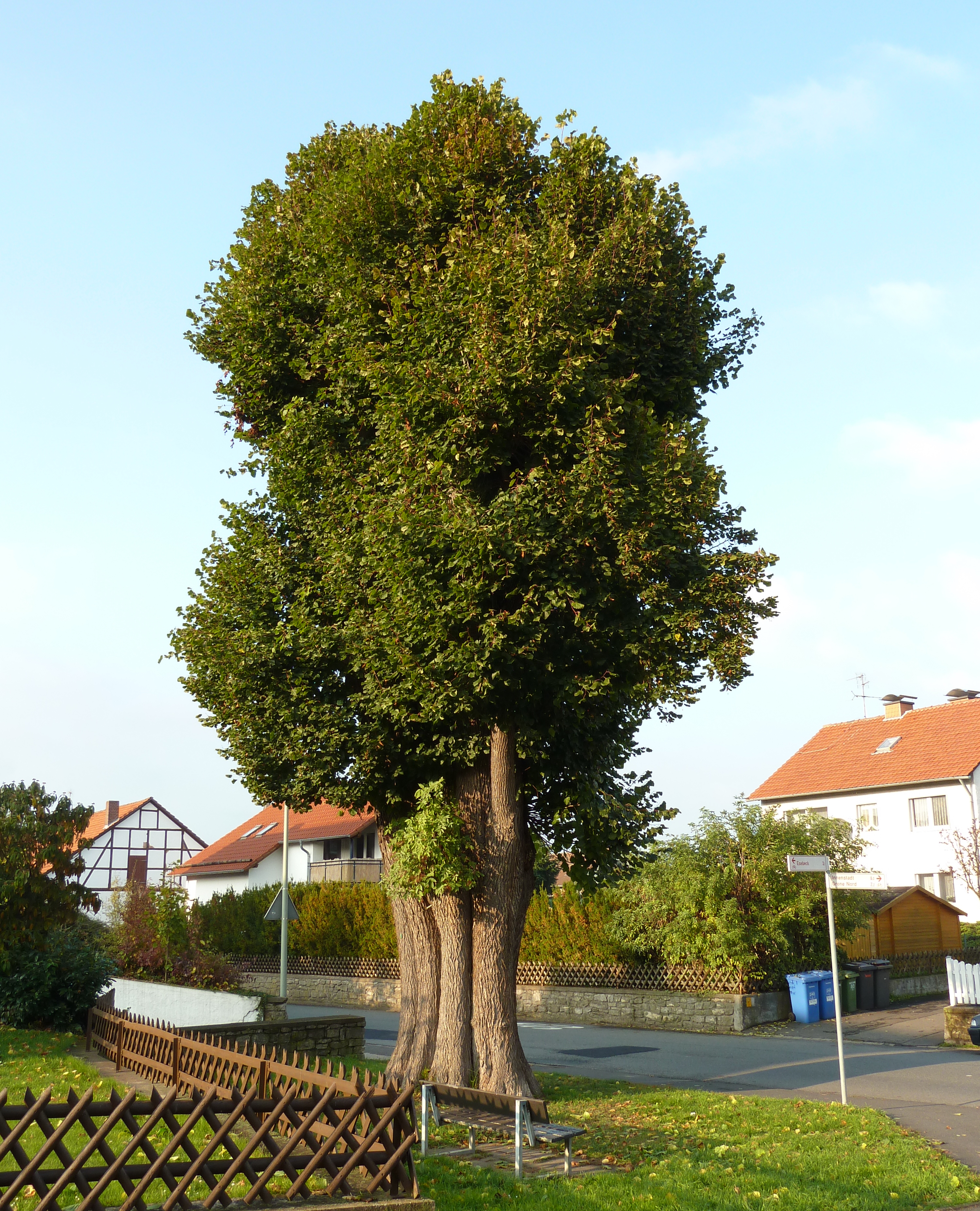
Linde am Gesundbrunnen

An der Hauptstraße am Ende des Ortskerns in Richtung Esebeck steht eine als Naturdenkmal ausgewiesene alte Linde, die im 15. Jahrhundert gepflanzt worden sein soll.
Diese Dicke Linde in Elliehausen, eine in die Liste markanter und alter Baumexemplare eingetragene Sommerlinde, hat ein geschätztes Alter von 520–610 Jahren. Ihr kurzer, gedrungener Grundstamm verzweigt sich schon in geringer Höhe in eine vielastige, breit gefächerte Krone, die in ihrem Inneren durch Halteseile stabilisiert wird. Durch Astausbrüche hervorgerufene, große Öffnungen an der mehrfach durchbrochenen Stammbasis werden durch Drahtgitter geschützt. Die Linde hatte 2016 einen in 40 cm Höhe gemessenen Stammumfang von 7,88 m. Andere Angaben nennen einen Brusthöhenumfang von 8,20 m. Durch regelmäßigen Kronenrückschnitt hat der Baum noch eine Höhe von 15,50 m.

#### Linde am Gesundbrunnen (ND GÖ-S 42)
Ein weiteres Naturdenkmal im Ort ist die Linde an der Einmündung der Straße Zum Sommerberg in die Straße Gesundbrunnen, an der im Jahr 2007 ein Pilzbefall festgestellt und die Baumkrone daraufhin drastisch zurückgeschnitten wurde.

#### Esche am Hagedornswege (ND GÖ-S 52)
In der Gemarkung Elliehausens außerhalb des bebauten Gebietes, 250 m südlich der Straße von Elliehausen nach Esebeck und nordwestlich des Ortes gelegen, ist eine Esche als Naturdenkmal ausgewiesen.

#### Erdfall Sommerberg (ND GÖ-S 60)
Ein am Sommerberg über der Rischenhacke, 300 m nördlich der Ponyfarm am Eingang zum Börltal, gelegener Erdfall ist als flächenhaftes Naturdenkmal der Gemarkung Elliehausen ausgewiesen.

### Vereinswesen

#### Sport
In Elliehausen gibt es von zwei Sportvereinen ein breitgefächertes Sport- und Freizeitangebot. Der Sportverein Gelb-Weiß Elliehausen bietet neben Sportarten wie Tennis, Wandern, Tanzen, Gymnastik und Basketball schwerpunktmäßig Fußball für Erwachsene und Jugendliche an. Dabei spielen die Jugendlichen gemeinsam mit den Nachbardörfern in einem Kooperationsverein, dem JFV West Göttingen. SC Eintracht Elliehausen hat insbesondere Angebote außerhalb der klassischen Mannschaftssportarten im Angebot.

#### Freiwillige Feuerwehr
Aus einer Gemeinderechnung für Löscheimer und Leitern aus dem Jahr 1797 geht hervor, dass damals in Elliehausen organisierte Feuerlöscheinrichtungen vorhanden waren. Mitte des 19. Jahrhunderts wurde für die Pflichtfeuerwehr der Elliehäuser Einwohner eine Feuerspritze angeschafft und ein Spritzenhaus errichtet. Die Freiwillige Feuerwehr Elliehausen wurde 1934 aus dieser Pflichtfeuerwehr heraus gegründet. Im Zuge der Eingemeindung Elliehausens wurde die Freiwillige Feuerwehr der Freiwilligen Feuerwehr Göttingen angeschlossen. 1980/81 erfolgte der Bau eines neuen Feuerwehrhauses am Südrand des Ortes. Der Förderverein der Freiwilligen Feuerwehr Elliehausen hat etwa 220 Mitglieder (Stand 2015). Die Feuerwehr sorgt für den Brandschutz und Aufgaben in der technischen Hilfeleistung insbesondere auf örtlicher Ebene und auf der nahe gelegenen Autobahn 7. Ausgestattet ist sie mit einem Löschgruppenfahrzeug 10/6 und einem Rüstwagen 2. I.

#### Junggesellenverein

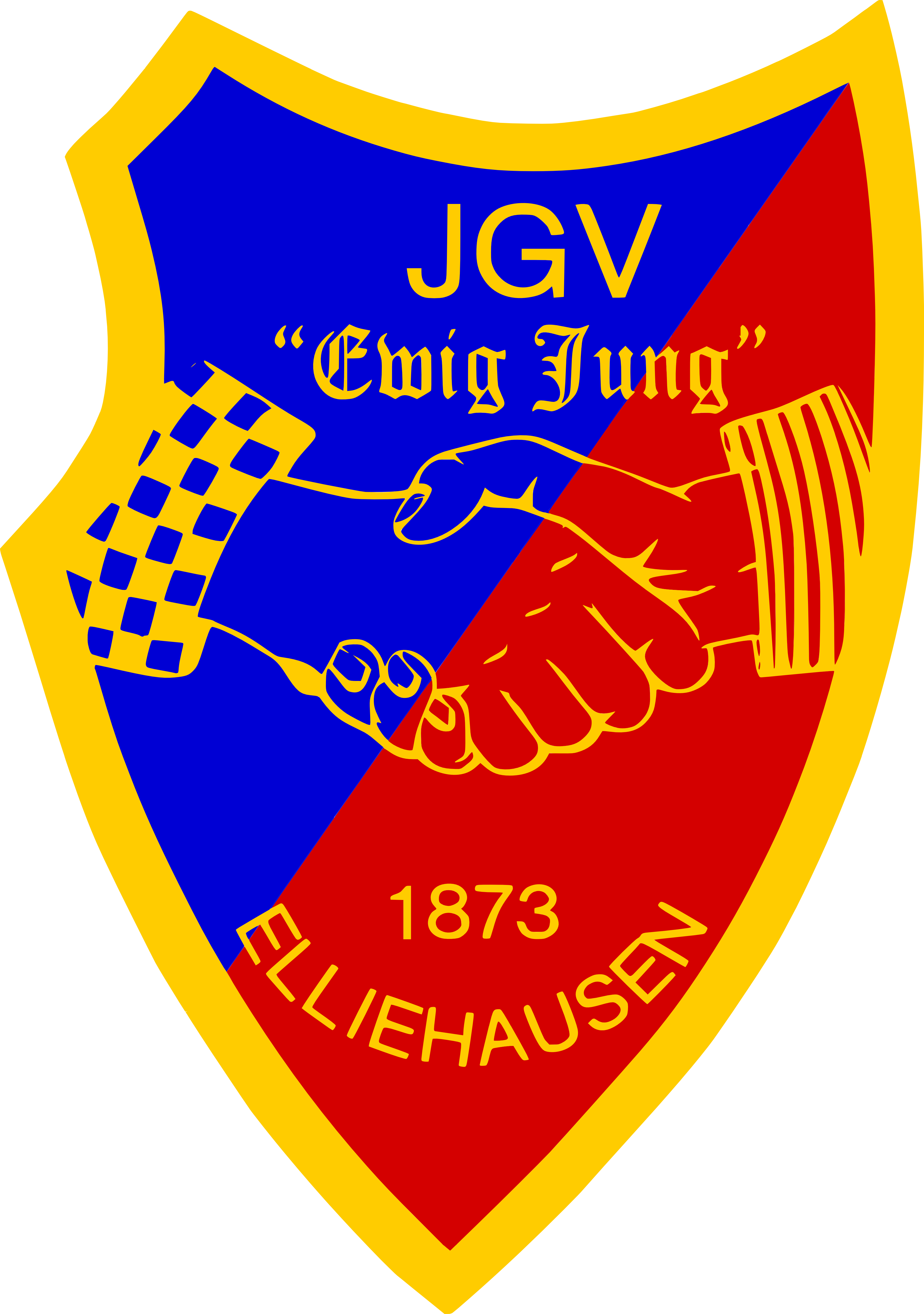
Vereinswappen JGV Ewig Jung

Der Junggesellenverein „Ewig Jung“ wurde 1873 gegründet. Damit ist er der älteste Verein in Elliehausen. So viel ist belegbar, jedoch sind leider keine Unterlagen aus dieser Zeit mehr erhalten. Wie der Junggesellenverein die beiden Weltkriege überstand, ist ebenso wenig bekannt. Wahrscheinlich ist jedoch, dass ein regelmäßiges Vereinsleben nicht mehr stattfand, da die Umstände dieser Zeit andere Dinge in den Vordergrund stellten. Als sich das Leben in den Nachkriegsjahren normalisiert hatte und das Interesse an Vereinen und Geselligkeit wieder erwachte, fanden sich vierzehn junge Männer zusammen, um am 20. November 1954 den Junggesellenverein „Ewig Jung“ Elliehausen wiederzugründen. Im Jahr 1955 folgten Ostervergnügen, Sommernachtsball, das Ausrichten der Kirmes und viele weitere Feste. Vor einigen Jahren wurde ein jährlicher dreiwöchiger Weihnachtsmarkt vor dem ehemaligen Gasthaus „Berge“ veranstaltet; seit dem Abriss des Gasthauses und dem Neubau zweier Häuser wird der Weihnachtsmarkt in der Adventszeit mittwochs und sonntags im Garten zwischen Kirche und Gemeindehaus ausgerichtet. 1998 wurde das 125-jährige Bestehen des Junggesellenvereins „Ewig Jung“ Elliehausen mit einem dreitägigen Zeltfest gefeiert. Seit 2015 gehört auch das Ausrichten eines Maifestes auf dem Anger zu den Veranstaltungen des Vereins.

#### Weitere Vereine
- Männergesangverein Polyhymnia von 1881
- Modellsportverein Condor Göttingen
- Kegelclub Gemütlichkeit
- Gymnastikgruppe
- Musikverein Edelweiß
- Bootsfahrergemeinschaft Hollandfahrer
- Theater- und Freundschaftsclub Gasparone
- Schützenverein Edelweiß
- Kleintierzuchtverein
- Karnevalsgesellschaft Rheintreue Göttingen

## Wirtschaft und Infrastruktur

### Verkehr
Elliehausen liegt direkt an der A 7, die Autobahn-Anschlussstelle Göttingen-Nord befindet sich in der Elliehäuser Gemarkung. Die Anbindung an Göttingen ist über die Kreisstraße 37 gegeben, die auf der anderen Ortsseite auch den Nachbarort Esebeck anbindet. Nach Westen besteht eine Straßenverbindung zum Nachbarort Knutbühren und nach Süden führt Richtung Springmühle (Gronespring) eine Straße, über die eine indirekte Anbindung an Hetjershausen und Grone besteht.
Es besteht eine Anbindung an den Nahverkehr über die Buslinie 71/72 der Göttinger Verkehrsbetriebe und an den regionalen Busverkehr des Verkehrsverbunds Südniedersachsen mit der Linie 110 (Göttingen-Adelebsen). Die nächste Zuganbindung besteht am Bahnhof Göttingen.

### Öffentliche Einrichtungen
Die für Elliehausen zuständige Verwaltungsstelle der Stadt Göttingen ist in Geismar, im Ort selbst befindet sich eine Zweigstelle der Stadtbibliothek Göttingen. Die evangelische Kirchengemeinde betreibt in Elliehausen einen Kindergarten. Mit der Anfang der 1970er Jahre nach Entwurf des Architekten H. Schulze-Holzweissig erbauten Regenbogenschule (Herrenacker 1) ist im Dorf ein Grundschulangebot vorhanden. Weiterführende Schulen befinden sich in Göttingen.

## Söhne und Töchter des Ortes
- Hermann Kolbe (1818–1884), Chemiker, wohnte bis 1826 im Pfarrhaus der St.-Martini-Kirche, Orthwiesen 3
- Karl Ahlbrecht (1877–1939), Bildhauer